# Xenobot
Xenobot（异种机器人）得名於 Xenopus laevis （非洲爪蛙，非洲爪蟾），是一种利用电脑设计的人工合成生物体，设计的主要目的是为了执行某些期望的功能。Xenobot 是由不同的生物细胞组织而合成，因此对于 Xenobot 的定义（机器人，生物，或其他）在科学界还存争议。 有一位研究人员表示：“它们（ Xenobots）并非传统的机器人或一种已知的动物种类。它是一种崭新的人工制品： 一个能生存以及可编程的有机体。”

## 现有的异种机器人
首批的 Xenobots 是由道格拉斯·布莱克斯顿（Douglas Blackiston）依照山姆·克里格曼（Sam Kriegman）的人工智能程序编写出来的蓝图而制造。 迄今为止， Xenobot 的宽度不到1毫米（0.039英寸） ，仅由两部分组成：皮肤细胞和心肌细胞，这两种细胞都源自从早期（囊胚阶段）青蛙胚胎中收获的干细胞。 皮肤细胞提供刚性支撑，心脏细胞就如小型马达一样，能收缩和扩大体积以推动异种机器人前进。 Xenobot 的身体形状及其皮肤和心脏细胞的分布，是在模拟中自动设计的，以执行特定任务，使用试错过程（进化算法）。  Xenobot可被设计用来行走、游泳、推动颗粒、携带有效载荷，并在群体中协同工作，将散落在盘子表面的碎片聚集成整齐的堆。
Xenobot可以在沒有食物的情况下存活數周，並且在撕裂傷後自行痊癒。
其他类型的电机和传感器已被集成到异种机器人中。虽然不能生长出心肌细胞，但 Xenobot 却能长出纤毛，并将它们用作游泳的小桨。 然而，纤毛驱动的异种机器人运动目前不如心脏驱动的异种机器人运动可控。 也可以将 RNA 分子引入异种机器人，以赋予它们分子记忆：如果在行为过程中暴露于特定类型的光线下，在荧光显微镜下观察时，它们会发出预先指定的颜色。Xenobot 能被塑造而满足特定任务。
Xenobot亦可自我複製，它们可以在环境中收集松散的细胞，並將它們形塑成具有相同能力新的Xenobot。

## 潜在应用
目前，Xenobot 的主要用途是为了更加充分理解形态发生过程中如何合作构建复杂身体的科学工具。 然而，当前 Xenobot 的行为和生物相容性表明它们将来可能会有几种潜在的应用。
鉴于异种机器人仅由青蛙细胞组成，它们是可生物降解的。由于成群的异种机器人倾向于共同努力将盘中的微小颗粒推入中心堆， 据推测，未来的异种机器人（ Xenobot ）可能能够对海洋中的微塑料做以下的事情：找到并聚合微小的塑料碎片成一个大塑料球，传统的船只或无人机可以收集并带到回收中心。与传统技术不同，异种机器人在工作和降解时不会增加额外的污染：它们使用来自组织中自然储存的脂肪和蛋白质的能量来运作，持续大约一周，然后它们就会变成死皮细胞。 
在未来的临床应用中，例如靶向药物输送，异种机器人可以由人类患者自己的细胞制成，这将绕过其他类型的微型机器人输送系统的免疫反应挑战。这种异种机器人有可能用于从动脉上刮下斑块，并通过其他细胞类型和生物工程来定位和治疗疾病。